# Famille Begouën
La famille Begouën est une famille subsistante de la noblesse d'Empire, originaire du Poitou qui s'est distingué par les fonctions politiques et économiques occupées par ses membres. La maison de commerce Begouën, une des plus importantes du Havre à la fin du XVIIIe siècle, fut fortement impliquée dans la traite atlantique avec l'organisation de 51 expéditions négrières.
Jacques-François Begouën (1743-1832), négociant, armateur et député français, est de ses membres les plus célèbres.

## Histoire
La famille Begoüen est originaire du Poitou puis s'est installée avec M. Begoüen de Meaux au Havre afin de développer l'activité d'armateur et de négociant.
Jacques-François Begouën fut l'un des plus grands armateurs négrier du Havre. Il a aussi été pourvu de la charge de secrétaire du roi en la chancellerie près le parlement de Normandie en 1785.
Il est créé chevalier de l'Empire le 26 avril 1808 puis créé comte le 21 décembre 1808 suivant avec majorat par lettres patentes le 16 décembre 1810 sous le Premier Empire.
Ce titre a été confirmé le 11 novembre 1815 par lettres patentes sous la Première Restauration. Il a dû dissoudre son majorat à la suite de revers financiers.
Une ordonnance de Louis XVIII datée du 6 septembre 1814 autorise André Begoüen d'adjoindre « Demeaux » à son nom en référence à un oncle.
Le 9 septembre 1861, par décret, Paul Begoüen, issu de la branche cadette, obtient un titre de comte par Napoléon III.
Régis Valette retient pour principe de noblesse un titre de comte en 1861 pour les représentants actuels.
Cette famille a été admise au sein de l'Association d'entraide de la noblesse française en 1968.

## Postérité
Le nom de Jacques-François Begouën a été donné à une rue du quartier Félix-Faure au Havre, par le maire Jules Ancel, lui-même petit-fils de négrier. Depuis le 6 mai 2024, un panneau explicatif posé par la mairie à la demande de l'association Mémoires & Partages rappelle les liens entre la famille Begouën et l'esclavage,.

## Personnalités
- Jacques-François Begouën (1743-1831), négociant, armateur négrier et député français ;
- André Begouën-Demeaux (1778-1866), maire du Havre, fils du précédent ;
- Henri Begouën (1863-1956), préhistorien, cousin du précédent.

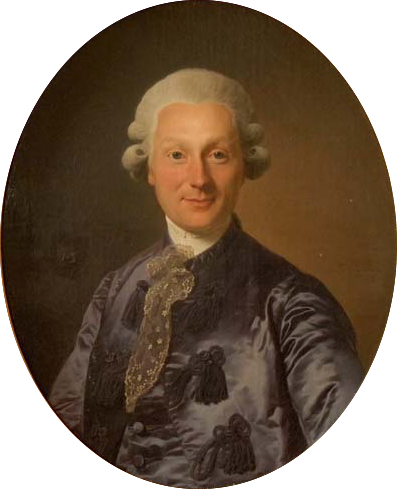
Jacques-François Begouën (1743-1831).
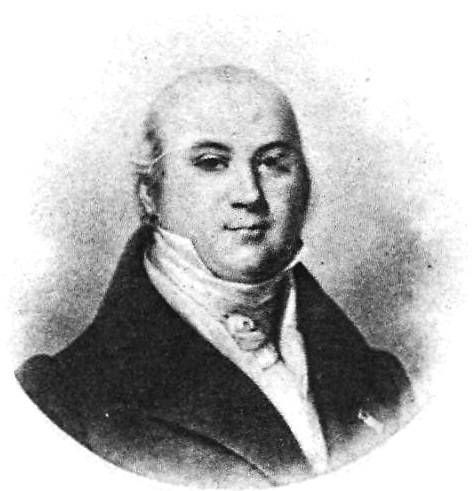
André Begouën-Demeaux (1778-1866).
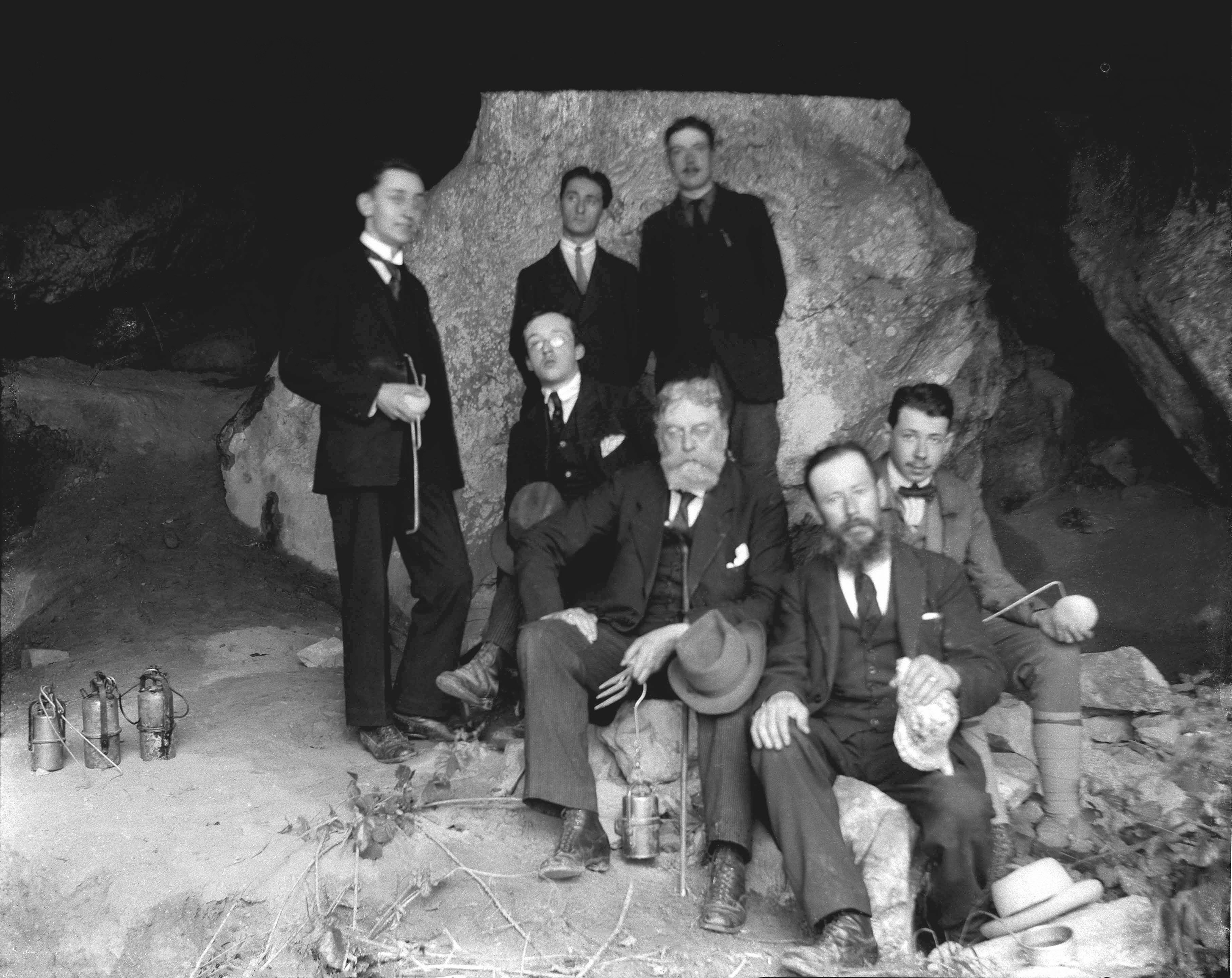
Henri Begouën (1863-1956).

## Titres et Armoiries

### Titres
- Comte Begoüen et de l'Empire (21 décembre 1808)
- Comte Begoüen (9 septembre 1861)
- Chevalier Begoüen et de l'Empire (26 avril 1808)

### Armoiries
« Coupé : au 1 d'argent au palmier arraché de sinople ; au 2 d'azur à une proue de galère d'or flottant sur une mer d'argent. »

## Généalogie
- Jean Begouën (1663-1735) X (1701) Madeleine Estival (1677-1715)
  - Guillaume Begouën (1706-1776) X (1742) Marie Françoise Berger (1724-1809)
    - Jacques-François Begouën, comte Begouën et de l'Empire (1743-1831) X (1776) Jeanne Mahieu (1759-1801)
      - André Begouën-Demeaux, comte Begouën et de l'Empire (1778-1866) X (1804) Louise Foäche (1786-1856)
        - Albert Begouën-Demeaux, vicomte Begouën (1806-1836) X (1836) Marie Belot (1896-1836)
        - Louise Begouën-Demeaux (1897-1877) X (1830) Armand Le Mire (1793-1869)
        - Gustave Begouën-Demeaux, comte Begouën et de l'Empire (1809-1885)  X (1848) Noémie Lamotte (1825-1849) puis marié à Louise Le Picard (1830-1893) en 1852 (dont descendance)
          - André Begouën-Demeaux, comte Begouën et de l'Empire (1854-1920) X (1880) Cécile Legentil (1857-1891)
            - Marguerite Begouën-Demeaux (1881-1961) X (1902) Henri Chaumonot (1872-1960)
            - Anne Begouën-Demeaux (1886-1971) X (1906) Jean Suchetet (1879-1974)

          - André Begouën-Demeaux, comte Begouën et de l'Empire (1854-1920) X (1893) Gabrielle Lockard (1859-1945)
            - Guillaume Begouën-Demeaux, vicomte Begouën (1894-1915)
            - Antoinette Begouën-Demeaux (1896-1955) X (1926) Bruno Cornet d'Hunval (1899-1960)

          - Maxime Begouën-Demeaux, vicomte Begouën (1857-1913) X (1883) Marie Edou (1863-1947)
            - Gustave Begouën-Demeaux, comte Begouën et de l'Empire (1884-1970) X (1911) Hélène Ducrocq (1887-?)
              - descendance masculine

            - Jacques Begouën-Demeaux, vicomte Begouën (1885-1937) X (1913) Jeanne Lafaye (1888-1944)
              - descendance masculine

            - Louise Begouën-Demeaux (1887-1977) X (1909) Frédéric Saglio (1885-1951)
            - Maxime Begouën-Demeaux, vicomte Begouën (1888-1917)
            - Jules Begouën-Demeaux, vicomte Begouën (1889-1986)
            - Gabriel Begouën-Demeaux, vicomte Begouën (1891-1915)
            - Alfred Begouën-Demeaux, vicomte Begouën (1893-1893)
            - Eugène Begouën-Demeaux, vicomte Begouën (1894-1984)
            - Alix Begouën-Demeaux (1898-1905)
            - Henri Begouën-Demeaux, vicomte Begouën (1903-1954) X (1937) Paulette Palasne de Champeaux
              - descendance masculine

            - Michel Begouën-Demeaux, vicomte Begouën (1905-1997)
            - Marie Begouën-Demeaux (1905-1995)

          - Jeanne Begouën-Demeaux (1859-1932) X (1882) Alfred Lecocq (1855-1937)
          - Robert Begouën-Demeaux (1862-1924) X (1894) Adèle Buot de l'Epine (1862-1913)
            - Anne-Marie Begouën-Demeaux (1895-1973) X (1921) Paul Rossignol (1874-1932)
            - Madeleine Begouën-Demeaux (1896-1977) X (1924) Victor Champy (1897-1985)
            - Marthe Begouën-Demeaux (1897-1999) X (1922) François Schmidt (1894-1990)
            - Jeanne Begouën-Demeaux (1899-1984)
            - Élisabeth Begouën-Demeaux (1909-1919)
            - François Begouën-Demeaux, vicomte Begouën (1904-1978) X (1927) Marie-Jeanne Musnier de Pleignes (1908-2008)
              - descendance masculine

            - Bernard Begouën-Demeaux, vicomte Begouën (1911-1991)

        - Edmond Begouën-Demeaux, vicomte Begouën (1820-1885) X (1854) Louise Boisson de Chazournes (?-1857)
          - Jules Begouën-Demeaux, vicomte Begouën (1856-1920) X (1888) Suzanne Dumas-Descombes (1870-1891)
          - Louis Begouën-Demeaux, vicomte Begouën (1857-1879)

        - Edmond Begouën-Demeaux, vicomte Begouën (1820-1885) X (1862) Marie Bellon de Chassy (1842-1907)
          - Flore Begouën-Demeaux X (1888) Louis Marie (1853-?)
          - Albert Begouën-Demeaux, vicomte Begouën (1872-1936) X (1897) Jeanne Morel (1873-1950)

      - Henriette Begouën (1780-1825) X (1797) Martin Foäche (1770-1839)
      - Maxime Begouën (1782-1802)
      - Victor Begouën (1784-1804)
      - Françoise Begouën (1786-1807) X (1804) Jules Foäche (1777-1845)
      - Caroline Begouën (1789-1806)
      - Paul Begouën, comte Begouën (1791-1869) X (1824) Napoline de Caffarelli (1804-1877)
        - Françoise Begouën (1825-1898) X (1845) Jean Grillet de Serry (1825-?)
        - Maximilien Begouën, comte Begoiën (1827-1885) X (1861) Léonie Chevreau (1834-1891)
          - Marcel Begouën, comte Begouën (1872-1900) X (1890) Claire de Cholet (1875-?)
            - Marie Begouën (1893-?) X (1914) Jean de Liencourt (1884-1916)

          - Henri Begouën, comte Begouën (1863-1956) X (1892) Marie Mignon (1871-1902)
            - Maximilien Begouën, comte Begouën (1893-1961) X (1822) Simone Elie de Beaumont (1897-1960)
            - Jacques Begouën (1894-1979) X (1919) Marguerite Coup de Conty (1895-?)
              - descendance masculine

            - Louis Begouën, vicomte Begouën (1897-1981) X (1927) Marcelle Dol (1905-?)
              - descendance masculine

        - Auguste Begouën, vicomte Begouën (1832-1860)
        - Louis Begouën, vicomte Begouën (1836-1896)

      - Julie Begouën (1794-1838) X (1813) Louis de Graveron (1784-1831)
      - Alexandrine Begouën (1796-1841) X (1816) Charles Foäche, baron Foäche (1788-1873)
      - Charles Begouën, vicomte Begouën (1799-1881) X (1839) Marie de Simard de Pitray (1816-1910)
        - Hélène Begouën (1840-1925) X (1867) Louis de Thoulouze (1826-1910)
        - Alice Begouën (1841-1875) X (1871) Ambroise Périgord de Villechenon (1829-1908)
        - Marie Begouën (1842-1933) X (1868) Charles Durand de Corrbiac (1843-?)
        - Jacques Begouën, vicomte Begouën (1851-1946) X (1880) Marie Deves (1858-1961)
          - Jean Begouën, vicomte Begouën (1881-1920) X (1908) Marie Lalande (1886-1977)
            - Colette Begouën (1908-1998) X (1927) Philippe Schyler-Schröder (1902-1961)

          - Maximilien Begouën, vicomte Begouën (1883-1961) X (1914) Marie Calvet (1890-1979)
          - Madeleine Begouën (1885-1974) X (1907) Jean de Lestapis (1883-1959)
          - Pierre Begouën, vicomte Begouën (1889-1920)
          - Jacqueline Begouën (1894-1988) X (1921) Guy de Lestapis (1881-1971)

    - Guillaume Begouën (1745-1765)
    - Jean-Baptiste Begouën (1747-1764)
    - Suzanne Begouën (1753-1828) X (1773) Jean-Baptiste Delahaye Le Bouis (1747-?)

## Alliances
Les principales alliances de la famille Begouën sont : Mignon, Foäche.